# Onna ga Medatte Naze Ikenai
"Onna ga Medatte Naze Ikenai" (女が目立って なぜイケナイ, "Porque é que as mulheres não podem se destacar?") é o 42º single das Morning Musume, do Hello! Project. O single foi realizado a 10 de Fevereiro de 2010, com três edições limitadas, "A", "B" e "C", todas elas continham um DVD. Todas as edições (incluído a normal) continham um cartão especial com um número que seria usado num evento especial.. O single V foi realizado a 24 de Fevereiro de 2010.
Este é também, o primeiro single a contar com apenas oito membros, após a graduação do único membro da 7ª Geração, Kusumi Koharu, em Outubro de 2009.
Este single foi usado como música de encerramento do programa de televisão Niusu Zansu (にうすざんす; News Zans que é um troca línguas relacionado com Suzanne, uma das apresentadoras).

## Faixas

### CD
1. "Onna ga Medatte Naze Ikenai" (女が目立って なぜイケナイ, "Porque é que as mulheres não  podem se destacar?")
2. "Nakidasu Kamo Shirenai yo" (泣き出すかもしれないよ, "É possivel que me desmanche em lágrimas")
3. "Onna ga Medatte Naze Ikenai (Instrumental)"

### DVD

#### Edição Limitada A
1. "Onna ga Medatte Naze Ikenai (Dance Shot Ver.)"

#### Edição Limitada B
1. "Onna ga Medatte Naze Ikenai (Close-up Ver.)"

#### Edição Limitada C
1. "Onna ga Medatte Naze Ikenai (Make-up Ver.)"

### Single V
1. "Onna ga Medatte Naze Ikenai"
2. "Onna ga Medatte Naze Ikenai (Stage Ver.)"
3. "Making Of" (メイキング映像, Meikingu Eizō)

### Faixas do Event V
1. Onna ga Medatte Naze Ikenai (Close-up Ver. Takahashi Ai) (女が目立って なぜイケナイ (Close-up Ver. 高橋愛))
2. Onna ga Medatte Naze Ikenai (Close-up Ver. Niigaki Risa) (女が目立って なぜイケナイ (Close-up Ver. 新垣理沙))
3. Onna ga Medatte Naze Ikenai (Close-up Ver. Kamei Eri) (女が目立って なぜイケナイ (Close-up Ver. 亀井絵里))
4. Onna ga Medatte Naze Ikenai (Close-up Ver. Michishige Sayumi) (女が目立って なぜイケナイ (Close-up Ver. 道重さゆみ))
5. Onna ga Medatte Naze Ikenai (Close-up Ver. Tanaka Reina) (女が目立って なぜイケナイ (Close-up Ver. 田中れいな))
6. Onna ga Medatte Naze Ikenai (Close-up Ver. Mitsui Aika) (女が目立って なぜイケナイ (Close-up Ver. 光井愛佳))
7. Onna ga Medatte Naze Ikenai (Close-up Ver. Junjun) (女が目立って なぜイケナイ (Close-up Ver. ジュンジュン))
8. Onna ga Medatte Naze Ikenai (Close-up Ver. Linlin) (女が目立って なぜイケナイ (Close-up Ver. リンリン))

## Membros
- 5ª Geração: Takahashi Ai, Niigaki Risa
- 6ª Geração: Kamei Eri, Michishige Sayumi, Tanaka Reina
- 8ª Geração: Mitsui Aika, Junjun, Linlin

## Posições

### Posições no Oricon
Single 
| Segunda | Terça | Quarta | Quinta | Sexta | Sabado | Domingo | Lugar | Vendas | Total de Vendas |
| ------- | ----- | ------ | ------ | ----- | ------ | ------- | ----- | ------ | --------------- |
| -       | #2    | #6     | #6     | #6    | #6     | #7      | #5    | 36,169 | 36,169          |
| #6      | #15   | #16    | #21    | #24   | #16    | #18     | #17   | *5,836 | 42,005          |
| #14     | -     | -      | -      | -     | -      | -       | -     | *1,557 | 43,562          |
| -       | -     | -      | -      | -     | -      | -       | -     | **,473 | 44,035          |

- Número Total de Vendas: 44,035
- Posição do mês de Fevereiro: #11[3]

 Single V 
| Segunda | Terça | Quarta | Quinta | Sexta | Sabado | Domingo | Lugar | Vendas | Total de Vendas |
| ------- | ----- | ------ | ------ | ----- | ------ | ------- | ----- | ------ | --------------- |
| --      | #4    | #6     | #8     | #7    | #9     | #19     | #5    | *4,187 | *4,187          |
| --      | --    | --     | --     | --    | --     | --      | --    | **,504 | *4,691          |

### Posições no Billboard Japan
- Billboard Japan Hot 100: #16[4]
- Billboard Japan Hot Singles Sales: #6[5]